# Alliance Air (Uganda)
A Alliance Airlines (mais tarde conhecido SA Alliance Air) foi uma empresa aérea multinacional de longa distância com base no Aeroporto Internacional de Entebbe, em Uganda. Foi criada em 1995 como uma joint venture entre a South African Airways (SAA) e os governos da Tanzânia e de Uganda. A empresa encerrou suas atividades em 2000.

## História
A formação da empresa aérea foi ligada ao acordo da African Joint Air Services (AJAS), que foi assinado em 1990 pela Tanzânia, Uganda e Zâmbia. A última saiu em 1992 devido à falta de fundos. Começou a operar em julho de 1995 e operou um único Boeing 747SP alugado da SAA, pintado no esquema de cores distintivo da Alliance Air.
A Alliance Air tinha planejado para servir Dar es Salaam, Dubai, Entebbe, Joanesburgo, Londres e Mumbai. Voos de Roma teriam sido colocados em uma data posterior. O lançamento da empresa aérea enviou ondas de choque à Kenya Airways, a empresa aérea dominante na região.
Foi renomeada para SA Alliance Air por um curto período de tempo com uma empresa-irmã SA Alliance Express, assim com um novo logotipo, baseado no design da cauda inspirado na bandeira da South African Airways. No entanto, este aspecto não foi aplicado para aeronave alguma.

## Dissolução
A Air Tanzania Corporation (ATC) deixou este empreendimento em junho de 1998 e sua saída foi recepcionada pela empresa aérea chamando-a de 'constante obstáculo'. A Uganda Airlines também se separou no ano seguinte.
A joint venture foi renomeada para SA Alliance Air de 1999 até sua extinção. A Transnet, a empresa-mãe da SAA, deixou de financiar a empresa aérea em março de 2000. Sua justificativa era forçar as duas nações a abrir suas rotas regionais e domésticas para a empresa, portanto, a intenção de torná-la de fato a empresa aérea regional. A ATC acusou a SAA de assumir o controle de empresas aéreas nacionais da região com a joint venture como um Cavalo de Troia. A empresa aérea requereu um subsídio mensal de US$420,000 a fim de manter seus voos de longa distância. A SAA estava disposta a financiar sua parte do déficit sujeito à boa vontade de outros parceiros para financiar os 60% restantes.
O ministro dos transportes de Uganda disse que havia mais de 50 áreas de conflito com a SAA. Em outubro de 2000, a Câmara de Comércio, Indústria e Agricultura da Tanzânia (TCCIA) e a Dairo Air Services (DAS) de Uganda ofereceram-se para comprar a particicação de seus governos no empreendimento.
A empresa aérea deixou de operar em 2000 e seu último voo de Londres para Joanesburgo (via Entebbe) partiu em 8 de outubro. Tanto a Tanzânia quanto Uganda citaram dependência excessiva da SAA para a preocupação da joint venture. Tinha prejuízos acumulados no montante de US$50 milhões